# Городец (Шумячский район)
Городе́ц — деревня в Шумячском районе Смоленской области России. Входит в состав Озёрного сельского поселения. Население — 121 жителей (2014 год). 
Расположена в юго-западной части области в 5 км к западу от Шумячей, в 7 км севернее автодороги А101 Москва — Варшава («Старая Польская» или «Варшавка»), на берегу реки Смородинка. В 10 км южнее деревни расположена железнодорожная станция Осва на линии Рославль — Кричев.

## История
В годы Великой Отечественной войны деревня была оккупирована гитлеровскими войсками в августе 1941 года, освобождена в сентябре 1943 года.